# Hardricourt
Hardricourt est une commune française du département des Yvelines en région Île-de-France, située sur la rive droite de la Seine à 15 km à l'est de Mantes-la-Jolie et à 20 km à l'ouest de Poissy.
Ses habitants sont les Hardricourtois.

## Géographie

Localisation d'Hardricourt dans les Yvelines.

### Situation
Hardricourt est une commune bordée par la Seine d'une part, riveraine du parc naturel régional du Vexin français d'autre part. Située sur la rive droite du fleuve, dans le nord du département des Yvelines, au cœur de la seine aval en limite du Val-d'Oise, à 15 km environ à l'est de Mantes-la-Jolie, sous-préfecture, et à 32 km environ au nord-ouest de Versailles, préfecture du département.
La commune est limitrophe de Meulan-en-Yvelines à l'est, de Mézy-sur-Seine  à l'ouest, de Gaillon-sur-Montcient au nord-est et de Seraincourt (Val-d'Oise) au nord-ouest. Au sud, elle est séparée des Mureaux par la Seine (toutefois l'île séparant la Seine en deux bras à cet endroit est rattachée à la commune de Meulan-en-Yvelines).

### Hydrographie
Le territoire communal longe la rive droite de la Seine sur environ 1 km, le long du bras de Mézy, qui sépare la rive nord de l'île Belle.
La commune est également irriguée par l'Aubette, petite rivière de 20 km de long, grossie de la Montcient, ruisseau de 11 km, prenant tous deux leur source dans le Vexin français.
La commune est concernée par les risques d'inondations liés aux crues de la Seine dans la frange sud du territoire, le long de la Seine, et dans la frange est, le long du cours de l'Aubette et de la Montcient.
Dans le cadre du « plan de prévention des risques d’inondation (PPRI) de la vallée de la Seine et de l'Oise, les zones inondables ont été classées  en zone verte, rouge clair ou bleue selon l'importance de l'exposition aux risques d'inondation. Les zones vertes, très exposées et peu urbanisées ou restées à l'état naturel voient leur urbanisation interdite pour préserver le champ d’expansion de crue de la Seine, dans les zones rouge clair également exposées mais déjà urbanisées, toute nouvelle urbanisation est interdite, mais l'entretien et le renouvellement des installations existantes sont autorisés. Les zones bleues moins exposées mais également urbanisées sont soumises à des restrictions d'urbanisation, de nouvelles constructions pouvant être autorisées sous conditions.

### Territoire
| Type d'occupation           | Pourcentage | Superficie (en hectares) |
| --------------------------- | ----------- | ------------------------ |
| Espace urbain construit     | 24,9 %      | 83,63                    |
| Espace urbain non construit | 16,4 %      | 55,12                    |
| Espace rural                | 58,8 %      | 197,68                   |
| Source : Iaurif             |             |                          |

Le territoire communal est resté majoritairement rural, à près de 60 %, tandis que l'espace urbain construit représente un peu un quart de la superficie totale. L'espace urbain non construit qui recouvre surtout des espaces verts publics ou privés représente 16,4 % du total, proportion relativement importante qui inclut, dans le nord-ouest de la commune, environ 23 ha occupés par le terrain de golf de Seraincourt.

### Infrastructures
Hardricourt est desservie par la ligne ferroviaire Paris-Saint-Lazare-Mantes-la-Jolie via Conflans-Sainte-Honorine (gare de Meulan - Hardricourt).

### Climat
Pour des articles plus généraux, voir Climat de l'Île-de-France et Climat des Yvelines.
En 2010, le climat de la commune est de type climat océanique dégradé des plaines du Centre et du Nord, selon une étude du CNRS s'appuyant sur une série de données couvrant la période 1971-2000. En 2020, Météo-France publie une typologie des climats de la France métropolitaine dans laquelle la commune est exposée à un climat océanique et est dans la région climatique  Sud-ouest du bassin Parisien, caractérisée par une faible pluviométrie, notamment au printemps (120 à 150 mm) et un hiver froid (3,5 °C). 
Pour la période 1971-2000, la température annuelle moyenne est de 11,3 °C, avec une amplitude thermique annuelle de 14,6 °C. Le cumul annuel moyen de précipitations est de 678 mm, avec 10,5 jours de précipitations en janvier et 7,7 jours en juillet. Pour la période 1991-2020, la température moyenne annuelle observée sur la station météorologique la plus proche, située sur la commune de Maule à 11 km à vol d'oiseau, est de 11,8 °C et le cumul annuel moyen de précipitations est de 677,0 mm,. Pour l'avenir, les paramètres climatiques de la commune estimés pour 2050 selon différents scénarios d'émission de gaz à effet de serre sont consultables sur un site dédié publié par Météo-France en novembre 2022.

## Urbanisme

### Typologie
Au 1er janvier 2024, Hardricourt est catégorisée ceinture urbaine, selon la nouvelle grille communale de densité à sept niveaux définie par l'Insee en 2022.
Elle appartient à l'unité urbaine de Paris, une agglomération inter-départementale regroupant 407  communes, dont elle est une commune de la banlieue,,. Par ailleurs la commune fait partie de l'aire d'attraction de Paris, dont elle est une commune de la couronne,. Cette aire regroupe 1 929 communes,.

## Toponymie
Le nom de la localité est attesté sous les formes  Hartdicurt en 1164, Hadricuria en 1249, il dériverait de Hardrich ou Halidrich et du latin cortem (domaine) : « domaine de Hardri ».

## Histoire
- L'histoire d'Hardricourt est liée depuis l'origine à celle de Meulan. Les premiers défrichages sont attribués aux moines du prieuré Saint-Nicaise de Meulan.
- En 1419, près du village de Mézy-sur-Seine, eut lieu une entrevue entre les émissaires français et le roi Henri V d'Angleterre qui demandait la main de Catherine, fille du roi Charles VI de France, avec en dot l'Aquitaine et la Normandie.

### XVIIIesiècle
Marie-Bernardine Hennot du Rozel, dame de Barneville, d'Écausseville et du Rozel épouse le 8 septembre 1764 Jérôme (alias Jean)-Frédéric Bignon (1747-1784), seigneur d'Hardricourt, et du Rozel, avocat, conseiller au Parlement (2e chambre des enquêtes), bibliothécaire du roi en 1770 à la suite de la démission de son père. Il fait achever le salon où sont exposés les globes de Vincenzo Coronelli. Membre de l'Académie des Inscriptions et Belles-Lettres en 1781, et acquéreur du château du Plessis-Piquet en 1776.

### XIXesiècle
- Construction de la ligne de chemin de fer et de la gare de Meulan-Hardricourt en 1892.

### XXesiècle
- Charles Barry implante la première chocolaterie du Cacao Barry en 1920, l'usine actuelle du groupe suisse Barry Callebaut emploie 110 salariés en 2017[20].
- Jean-Bedel Bokassa (dictateur de Centre-Afrique entre 1965 et 1979)  fut propriétaire du château d'Hardricourt des années 1970 à 2011. Déchu en 1979, il y a été assigné à résidence entre 1983 et 1986.

## Politique et administration

### Liste des maires
| Période                                  | Période                    | Identité       | Étiquette    | Qualité                                                                                           |
| ---------------------------------------- | -------------------------- | -------------- | ------------ | ------------------------------------------------------------------------------------------------- |
| Les données manquantes sont à compléter. |                            |                |              |                                                                                                   |
| mars 1977                                | mars 2014                  | André Cassagne | RPR puis UMP | Ingénieur retraité Conseiller général de Meulan (1994 → 2008)                                     |
| mars 2014                                | En cours (au 23 mars 2022) | Yann Scotte    | UMP-LR       | Cadre supérieur Conseiller départemental des Mureaux (2015 → 2021) Réélu pour le mandat 2020-2026 |

### Instances administratives et judiciaires
La commune d'Hardricourt appartient au canton de Meulan-en-Yvelines et est rattachée à la communauté urbaine Grand Paris Seine et Oise. Elle est aussi incluse dans le territoire de l'opération d'intérêt national Seine-Aval.
Sur le plan électoral, la commune est rattachée à la septième circonscription des Yvelines (UMP), circonscription à dominante rurale du nord-ouest des Yvelines,
Sur le plan judiciaire, Hardricourt fait partie de la juridiction d’instance de Mantes-la-Jolie et, comme toutes les communes des Yvelines, dépend du tribunal de grande instance ainsi que du tribunal de commerce sis à Versailles,.

## Population et société

### Démographie

#### Évolution démographique
L'évolution du nombre d'habitants est connue à travers les recensements de la population effectués dans la commune depuis 1793. Pour les communes de moins de 10 000 habitants, une enquête de recensement portant sur toute la population est réalisée tous les cinq ans, les populations de référence des années intermédiaires étant quant à elles estimées par interpolation ou extrapolation. Pour la commune, le premier recensement exhaustif entrant dans le cadre du nouveau dispositif a été réalisé en 2004.

En 2022, la commune comptait 2 498 habitants, en évolution de +13,65 % par rapport à 2016 (Yvelines : +2,72 %, France hors Mayotte : +2,11 %).
| 1793 | 1800 | 1806 | 1821 | 1831 | 1836 | 1841 | 1846 | 1851 |
| ---- | ---- | ---- | ---- | ---- | ---- | ---- | ---- | ---- |
| 266  | 270  | 247  | 220  | 243  | 226  | 218  | 240  | 211  |

| 1856 | 1861 | 1866 | 1872 | 1876 | 1881 | 1886 | 1891 | 1896 |
| ---- | ---- | ---- | ---- | ---- | ---- | ---- | ---- | ---- |
| 236  | 225  | 252  | 239  | 232  | 234  | 255  | 290  | 434  |

| 1901 | 1906 | 1911 | 1921 | 1926 | 1931 | 1936  | 1946  | 1954  |
| ---- | ---- | ---- | ---- | ---- | ---- | ----- | ----- | ----- |
| 560  | 658  | 683  | 678  | 855  | 922  | 1 049 | 1 231 | 1 327 |

| 1962  | 1968  | 1975  | 1982  | 1990  | 1999  | 2004  | 2006  | 2009  |
| ----- | ----- | ----- | ----- | ----- | ----- | ----- | ----- | ----- |
| 1 402 | 1 431 | 1 636 | 1 568 | 1 989 | 1 918 | 1 935 | 1 926 | 2 090 |

| 2014  | 2019  | 2022  | - | - | - | - | - | - |
| ----- | ----- | ----- | - | - | - | - | - | - |
| 2 059 | 2 495 | 2 498 | - | - | - | - | - | - |

#### Pyramide des âges
En 2018, le taux de personnes d'un âge inférieur à 30 ans s'élève à 39,1 %, soit au-dessus de la moyenne départementale (38 %). À l'inverse, le taux de personnes d'âge supérieur à 60 ans est de 21,6 % la même année, alors qu'il est de 21,7 % au niveau départemental.
En 2018, la commune comptait 1 147 hommes pour 1 245 femmes, soit un taux de 52,05 % de femmes, légèrement supérieur au taux départemental (51,32 %).
Les pyramides des âges de la commune et du département s'établissent comme suit.
| Hommes | Classe d’âge | Femmes |
| ------ | ------------ | ------ |
| 0,8    | 90 ou +      | 1,0    |
| 4,8    | 75-89 ans    | 6,4    |
| 14,4   | 60-74 ans    | 15,8   |
| 21,6   | 45-59 ans    | 18,9   |
| 19,2   | 30-44 ans    | 19,0   |
| 18,6   | 15-29 ans    | 18,7   |
| 20,7   | 0-14 ans     | 20,2   |

| Hommes | Classe d’âge | Femmes |
| ------ | ------------ | ------ |
| 0,6    | 90 ou +      | 1,4    |
| 6      | 75-89 ans    | 7,8    |
| 13,5   | 60-74 ans    | 14,8   |
| 20,7   | 45-59 ans    | 20,1   |
| 19,6   | 30-44 ans    | 19,9   |
| 18,5   | 15-29 ans    | 16,8   |
| 21,2   | 0-14 ans     | 19,2   |

## Économie
- Agriculture
- Industrie (notamment chocolaterie Cacao Barry, filiale de Barry Callebaut, qui produisait annuellement 60 000 tonnes de chocolat) : l'entreprise Barry Callebaut est le 1er groupe mondial dans ce domaine[31],[32].

## Culture locale et patrimoine

### Lieux et monuments

#### Monument historique

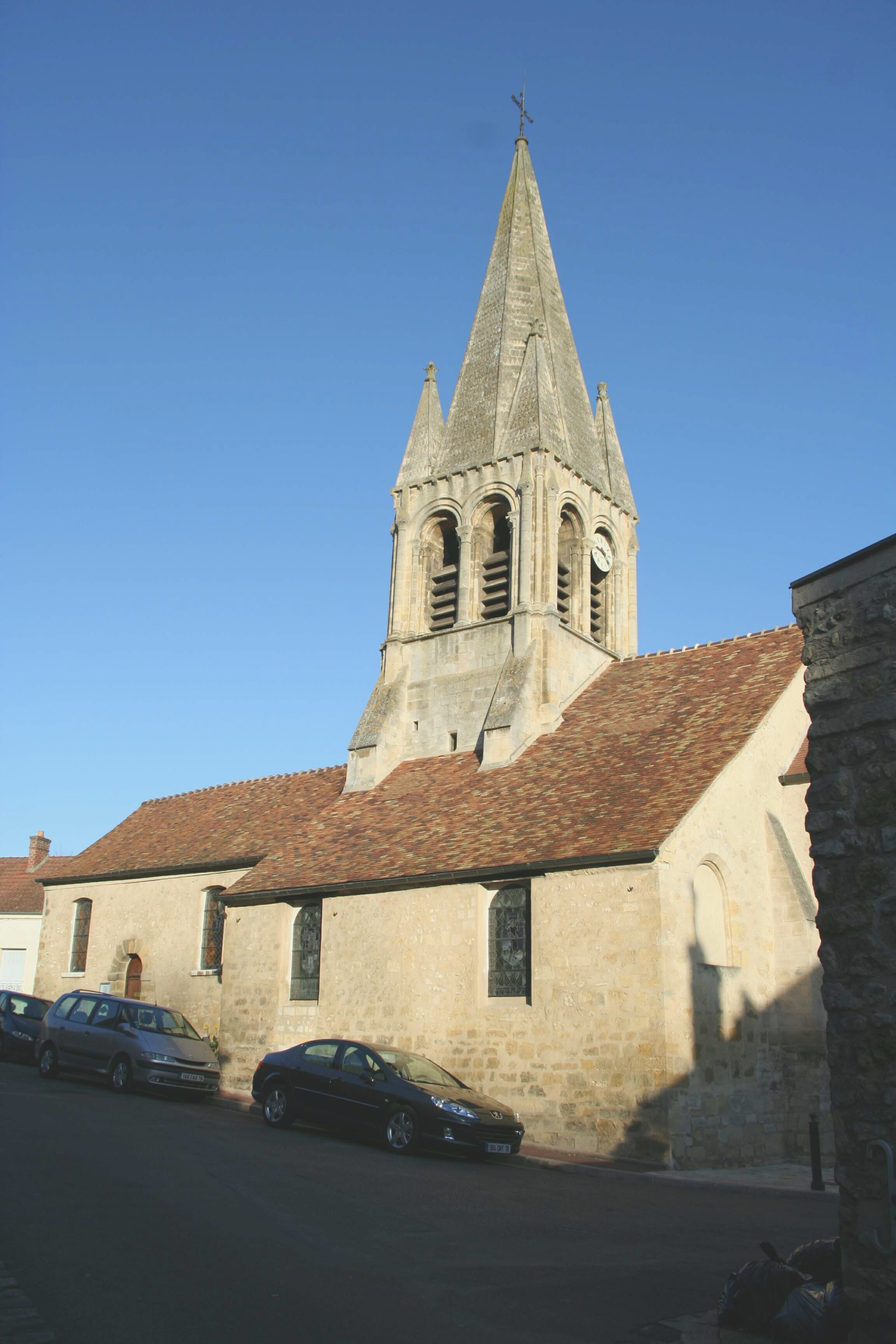
Église Saint-Germain-de-Paris.

Hardricourt ne compte qu’un seul monument historique sur son territoire.
- Église Saint-Germain-de-Paris, rue de la Chesnaye (classée monument historique par liste de 1875[33]) : C'est un édifice de dimensions restreintes, qui s'organise autour d'un noyau de deux travées de style roman tardif du second quart du XIIe siècle, non visibles depuis l'extérieur. L'une est la base du clocher, l'autre la première travée du chœur. Elles possèdent deux parmi les voûtes d'ogives les plus anciennes du Vexin français, qui affichent déjà un tracé en tiers-point assez prononcé. Les deux chapelles latérales et l'abside au chevet en hémicycle ont perdu tout caractère depuis leur reconstruction à l'époque moderne. La nef unique est également de faible intérêt, mais possède néanmoins une belle charpente lambrissée, et quatre grandes arcades bouchées au nord, qui datent également du second quart du XIIe siècle, et constituent les derniers vestiges de l'ancien bas-côté nord. Leur valeur archéologique réside dans le fait qu'elles représentent l'une des premières occurrences de grandes arcades retombant sur des piliers monocylindriques isolés, qui deviendront caractéristiques de très nombreuses églises gothiques de la région. L'élément le plus remarquable de l'église est toutefois son clocher roman, qui est une construction élégante et soignée, coiffée d'une flèche de pierre élancée un peu plus tardif[34].

#### Autres éléments du patrimoine
- Le château d'Hardricourt, construit au XIXe siècle, est entouré d'un parc d'un hectare.
- Le château des Tourelles, entouré d'un parc de quatre hectares contigu au précédent, abritait autrefois la mairie.

### Personnalités liées à la commune
- Armand Jérôme Bignon (1711-1772), bibliothécaire de Louis XV, seigneur de l'Île Belle et d'Hardricourt.
- François Martin (1916-1944), Compagnon de la Libération, lieutenant du 2e régiment de chasseurs parachutistes, assassiné par les Allemands le 12 juillet 1944 à Plumelec, y est né et inhumé.
- Jean Bedel Bokassa, (1921-1996), dictateur de la République centrafricaine, a résidé au château d'Hardricourt.
- Marcel Lachiver (1934-2008), historien ruraliste, y résidait.
- Marc Menant (1949-), journaliste et écrivain, y est né.
- Alexandre Letellier (1990-), footballeur français y vit[35].

### Héraldique
| Armes d'Hardricourt | Les armes d'Hardricourt se blasonnent ainsi : D'argent au chevron de sable, entouré de trois canettes du même, à la bordure de gueules chargée de huit fleurs de lys d'argent. |